# Maroc aux Jeux olympiques d'été de 2020
Le Maroc participe aux Jeux olympiques d'été de 2020 à Tokyo au Japon du 23 juillet au 8 août 2021. Il s'agit de sa 15e participation à des Jeux d'été.
Le Comité international olympique autorise à partir de ces Jeux à ce que les délégations présentent deux porte-drapeaux, une femme et un homme, pour la cérémonie d'ouverture. La boxeuse Oumaïma Bel Ahbib et le surfeur Ramzi Boukhiam sont nommés porte-drapeaux de la délégation marocaine par le Comité national olympique marocain le 14 juillet 2021.

## Médaillés
| Sport      | Discipline               | Athlète(s)          | Performance  | Date   |
| ---------- | ------------------------ | ------------------- | ------------ | ------ |
| Athlétisme | 3 000 m steeple masculin | Soufiane el-Bakkali | 8 min 8 s 90 | 2 août |

## Athlètes engagés
| Sport         | Hommes | Femmes | Total |
| ------------- | ------ | ------ | ----- |
| Athlétisme    | 12     | 2      | 16    |
| Aviron        | 0      | 1      | 1     |
| Beach-volley  | 2      | 0      | 2     |
| Boxe          | 4      | 2      | 6     |
| Canoë-kayak   | 1      | 1      | 2     |
| Cyclisme      | 1      | 0      | 1     |
| Équitation    | 5      | 0      | 5     |
| Escrime       | 1      | 0      | 1     |
| Golf          | 0      | 1      | 1     |
| Haltérophilie | 1      | 0      | 1     |
| Judo          | 0      | 2      | 2     |
| Karaté        | 0      | 1      | 1     |
| Lutte         | 1      | 0      | 1     |
| Natation      | 1      | 1      | 2     |
| Surf          | 1      | 0      | 1     |
| Taekwondo     | 1      | 2      | 3     |
| Tir           | 0      | 1      | 1     |
| Triathlon     | 1      | 0      | 1     |
| Total         | 32     | 14     | 46    |

## Résultats

### Athlétisme
| Athlète                | Épreuve         | Séries         | Séries      | Demi-finales  | Demi-finales | Finale          | Finale                         |
| Athlète                | Épreuve         | Temps          | Rang        | Temps         | Rang         | Temps           | Rang                           |
| ---------------------- | --------------- | -------------- | ----------- | ------------- | ------------ | --------------- | ------------------------------ |
| Abdelati El Guesse     | 800 m           | 1 min 44 s 84  | 4e          | 1 min 46 s 85 | 8e           | Éliminé         | Éliminé                        |
| Oussama Nabil          | 800 m           | 1 min 45 s 64  | 5e          | 1 min 46 s 42 | 4e           | Éliminé         | Éliminé                        |
| Mostafa Smaili         | 800 m           | 1 min 46 s 5   | 4e          | Éliminé       | Éliminé      | Éliminé         | Éliminé                        |
| Anass Essayi           | 1 500 m         | 3 min 45 s 92  | 11e         | Éliminé       | Éliminé      | Éliminé         | Éliminé                        |
| Soufiane el-Bakkali    | 1 500 m         | Forfait        | Forfait     | Forfait       | Forfait      | Forfait         | Forfait                        |
| Abdelatif Sadiki       | 1 500 m         | 3 min 36 s 23  | 5e          | 3 min 33 s 59 | 8e           | Éliminé         | Éliminé                        |
| Soufiyan Bouqantar     | 5 000 m         | 13 min 43 s 97 | 12e         | Non disputé   | Non disputé  | Éliminé         | Éliminé                        |
| Abdelkarim Ben Zahra   | 3 000 m steeple | 8 min 28 s 63  | 10e         | Non disputé   | Non disputé  | Éliminé         | Éliminé                        |
| Soufiane el-Bakkali    | 3 000 m steeple | 8 min 19 s 0   | 1er         | Non disputé   | Non disputé  | 8 min 8 s 90    | Médaille d'or, Jeux olympiques |
| Mohamed Tindouft       | 3 000 m steeple | 8 min 12 s 91  | 5e          | Non disputé   | Non disputé  | 8 min 23 s 56   | 13e                            |
| Othmane El Goumri      | Marathon        | Non disputé    | Non disputé | Non disputé   | Non disputé  | 2 h 11 min 58 s | 9e                             |
| Mohamed Reda el-Aaraby | Marathon        | Non disputé    | Non disputé | Non disputé   | Non disputé  | 2 h 12 min 22 s | 9e                             |
| Hamza Sahli            | Marathon        | Non disputé    | Non disputé | Non disputé   | Non disputé  | 2 h 14 min 48 s | 18e                            |

| Athlète        | Épreuve  | Séries       | Séries      | Demi-finales | Demi-finales | Finale          | Finale   |
| Athlète        | Épreuve  | Temps        | Rang        | Temps        | Rang         | Temps           | Rang     |
| -------------- | -------- | ------------ | ----------- | ------------ | ------------ | --------------- | -------- |
| Rababe Arafi   | 800 m    | 2 min 0 s 96 | 3e          | 1 min 59 s 6 | 6e           | Éliminée        | Éliminée |
| Rababe Arafi   | 1 500 m  | Abandon      | Abandon     | Éliminée     | Éliminée     | Éliminée        | Éliminée |
| Rkia El Moukim | Marathon | Non disputé  | Non disputé | Non disputé  | Non disputé  | 2 h 40 min 10 s | 56e      |

### Aviron
| Athlète         | Compétition | Séries        | Séries | Repêchages    | Repêchages | Quarts de finale | Quarts de finale | Demi-finales                  | Demi-finales | Finale                 | Finale |
| Athlète         | Compétition | Temps         | Rang   | Temps         | Rang       | Temps            | Rang             | Temps                         | Rang         | Temps                  | Rang   |
| --------------- | ----------- | ------------- | ------ | ------------- | ---------- | ---------------- | ---------------- | ----------------------------- | ------------ | ---------------------- | ------ |
| Sarah Fraincart | Skiff       | 8 min 32 s 78 | 5e     | 8 min 42 s 78 | 5e         | Non disputé      | Non disputé      | Demi-finale E/F 8 min 43 s 90 | 2e           | Finale E 8 min 25 s 38 | 29e    |

### Beach-volley
La paire masculine Mohamed Abicha/Zouheir El Graoui se fait éliminer dès le premier tour des groupes. Elle termine au dernier rang de la compétition.
| Athlètes                         | Tour préliminaire                   | Tour préliminaire                                  | Tour préliminaire                            | Tour préliminaire | 1/8e de finale   | Quarts de finale | Demi-finales     | Finale / 3e place | Finale / 3e place |          |
| Athlètes                         | Adversaire Score                    | Adversaire Score                                   | Adversaire Score                             | Rang              | Adversaire Score | Adversaire Score | Adversaire Score | Adversaire Score  | Rang              |          |
| -------------------------------- | ----------------------------------- | -------------------------------------------------- | -------------------------------------------- | ----------------- | ---------------- | ---------------- | ---------------- | ----------------- | ----------------- | -------- |
| Mohamed Abicha Zouheir El Graoui | Fijałek / Bryl Défaite 17-21, 11-21 | Evandro / Bruno Oscar Schmidt Défaite 14-21, 16-21 | M. Grimalt / E. Grimalt Défaite 14-21, 12-21 | 4e                | Éliminés         | Éliminés         | Éliminés         | Éliminés          | Éliminés          | Éliminés |

### Boxe
| Athlète           | Catégorie                 | 1/16e de finale       | 1/8e de finale      | Quart de finale     | Demi-finale         | Finale              | Rang    |
| Athlète           | Catégorie                 | Adversaire Résultat   | Adversaire Résultat | Adversaire Résultat | Adversaire Résultat | Adversaire Résultat | Rang    |
| ----------------- | ------------------------- | --------------------- | ------------------- | ------------------- | ------------------- | ------------------- | ------- |
| Mohamed Hamout    | Plumes hommes (-57 kg)    | Shahbahsh Défaite 0-5 | Éliminé             | Éliminé             | Éliminé             | Éliminé             | 22e     |
| Abdelhaq Nadir    | Légers hommes (-63 kg)    | Colin Défaite 1-4     | Éliminé             | Éliminé             | Éliminé             | Éliminé             | 17e     |
| Mohamed Assaghir  | Mi-lourds hommes (-81 kg) | Khataev Défaite (TKO) | Éliminé             | Éliminé             | Éliminé             | Éliminé             | 22e     |
| Youness Baalla    | Lourds hommes (-91 kg)    | Exempté               | Nyika Défaite 0-5   | Éliminé             | Éliminé             | Éliminé             | 15e     |
| Rabab Cheddar     | Mouches femmes (-51 kg)   | Davison Défaite 0-5   | Éliminée            | Éliminée            | Éliminée            | Éliminée            | 21e     |
| Oumaïma Bel Ahbib | Welters femmes (-69 kg)   | Exemptée              | Lysenko 0-5         | Éliminée            | Éliminée            | Éliminée            | 12e     |
| Khadija Mardi     | Moyens femmes (-75 kg)    | Forfait               | Forfait             | Forfait             | Forfait             | Forfait             | Forfait |

### Canoë-kayak
| Athlète      | Compétition  | Séries             | Séries | Séries              | Séries | Séries   | Séries | Demi-finales | Demi-finales | Finale   | Finale   |
| Athlète      | Compétition  | Run 1              | Rang   | Run 2               | Rang   | Meilleur | Rang   | Temps        | Rang         | Temps    | Rang     |
| ------------ | ------------ | ------------------ | ------ | ------------------- | ------ | -------- | ------ | ------------ | ------------ | -------- | -------- |
| Mathis Soudi | K-1 masculin | 93 s 86            | 7e     | 100 s 92 (Pen. 2)   | 19e    | 93 s 86  | 15e    | 103 s 58     | 18e          | Éliminé  | Éliminé  |
| Célia Jodar  | K-1 féminin  | 171 s 38 (Pen. 14) | 24e    | 258 s 46 (Pen. 108) | 27e    | 171 s 38 | 27e    | Éliminée     | Éliminée     | Éliminée | Éliminée |

### Cyclisme
| Athlète            | Compétition               | Temps   | Rang    |
| ------------------ | ------------------------- | ------- | ------- |
| Mohcine El Kouraji | Course en ligne masculine | Abandon | Abandon |

### Équitation
| Athlète         | Cheval      | Compétition | Grand Prix | Grand Prix | Grand prix spécial | Grand prix spécial | Grand prix spécial | Grand prix libre | Grand prix libre | Grand prix libre | Total   | Total   |
| Athlète         | Cheval      | Compétition | Score      | Rang       | Score              | Total              | Rang               | Score            | Total            | Rang             | Score   | Rang    |
| --------------- | ----------- | ----------- | ---------- | ---------- | ------------------ | ------------------ | ------------------ | ---------------- | ---------------- | ---------------- | ------- | ------- |
| Yessin Rahmouni | All At Once | Individuel  | 66,599     | 44e        | Eliminé            | Eliminé            | Eliminé            | Eliminé          | Eliminé          | Eliminé          | Eliminé | Eliminé |

| Athlète                                          | Cheval                     | Compétition | Qualification    | Qualification    | Qualification | Qualification | Qualification | Finale    | Finale    | Finale    | Finale   | Finale   |
| Athlète                                          | Cheval                     | Compétition | Pénalités        | Pénalités        | Pénalités     | Temps         | Rang          | Pénalités | Pénalités | Pénalités | Temps    | Rang     |
| Athlète                                          | Cheval                     | Compétition | Saut             | Temps            | Total         | Temps         | Rang          | Saut      | Temps     | Total     | Temps    | Rang     |
| ------------------------------------------------ | -------------------------- | ----------- | ---------------- | ---------------- | ------------- | ------------- | ------------- | --------- | --------- | --------- | -------- | -------- |
| Ali Al-Ahrach                                    | USA de Riverland           | Individuel  | Éliminé          | Éliminé          | Éliminé       | Éliminé       | Éliminé       | Éliminé   | Éliminé   | Éliminé   | Éliminé  | Éliminé  |
| El Ghali Boukaa                                  | Ugolino du Clos            | Individuel  | 12.00            | 2.00             | 14.00         | 93 s 13       | 60e           | Éliminé   | Éliminé   | Éliminé   | Éliminé  | Éliminé  |
| Abdelkebir Ouaddar                               | Istanbull V.H Ooievaarshof | Individuel  | 16.00            | 0.00             | 16.00         | 87 s 52       | 63e           | Éliminé   | Éliminé   | Éliminé   | Éliminé  | Éliminé  |
| Ali Al-Ahrach El Ghali Boukaa Abdelkebir Ouaddar | voir ci-essus              | Par équipes | 10.00 6.00 21.00 | 10.00 6.00 21.00 | 37.00         | -             | 13e           | Éliminés  | Éliminés  | Éliminés  | Éliminés | Éliminés |

### Escrime
| Athlète         | Compétition       | 1/32e de finale  | 1/16e de finale           | 1/8e de finale                | Quarts de finale | Demi-finales Classement 5-8 | Finale 3e place Classement 5e, 7e places | Rang |
| Athlète         | Compétition       | Adversaire Score | Adversaire Score          | Adversaire Score              | Adversaire Score | Adversaire Score            | Adversaire Score                         | Rang |
| --------------- | ----------------- | ---------------- | ------------------------- | ----------------------------- | ---------------- | --------------------------- | ---------------------------------------- | ---- |
| Houssam El Kord | Épée individuelle | Exempté          | Wang Zijie Victoire 15-14 | Gergely Siklósi Défaite 13-15 | Éliminé          | Éliminé                     | Éliminé                                  | 9e   |

### Golf
| Athlète       | Compétition      | Scores | Scores | Scores | Scores | Total    | Rang |
| Athlète       | Compétition      | Jour 1 | Jour 2 | Jour 3 | Jour 4 | Total    | Rang |
| ------------- | ---------------- | ------ | ------ | ------ | ------ | -------- | ---- |
| Maha Haddioui | Épreuve féminine | 72     | 74     | 70     | 69     | 285 (+1) | 43e  |

### Haltérophilie
| Athlète         | Compétition | Arraché  | Arraché | Épaulé-jeté | Épaulé-jeté | Total  | Rang |
| Athlète         | Compétition | Résultat | Rang    | Résultat    | Rang        | Total  | Rang |
| --------------- | ----------- | -------- | ------- | ----------- | ----------- | ------ | ---- |
| Abderrahim Moum | -73 kg      | 127 kg   | 13e     | 151 kg      | 14e         | 278 kg | 14e  |

### Judo
| Athlète        | Compétition           | 1er tour                | 2e tour             | Quart de finale     | Demi-finale         | Repêchage           | Finale              | Rang     |
| Athlète        | Compétition           | Adversaire Résultat     | Adversaire Résultat | Adversaire Résultat | Adversaire Résultat | Adversaire Résultat | Adversaire Résultat | Rang     |
| -------------- | --------------------- | ----------------------- | ------------------- | ------------------- | ------------------- | ------------------- | ------------------- | -------- |
| Soumiya Iraoui | Moins de 52 kg femmes | Warasiha Victoire 10-00 | Giles Défaite 00-10 | Éliminée            | Éliminée            | Éliminée            | Éliminée            | Éliminée |
| Assmaa Niang   | Moins de 70 kg femmes | Bellandi Défaite 00-01  | Éliminée            | Éliminée            | Éliminée            | Éliminée            | Éliminée            | Éliminée |

### Karaté
| Athlète        | Compétition           | Tour de qualification | Tour de qualification | Tour de qualification | Tour de qualification | Tour de qualification | Demi-finale         | Finale              | Rang |
| Athlète        | Compétition           | Match 1               | Match 2               | Match 3               | Match 4               | Place                 | Demi-finale         | Finale              | Rang |
| Athlète        | Compétition           | Adversaire Résultat   | Adversaire Résultat   | Adversaire Résultat   | Adversaire Résultat   | Place                 | Adversaire Résultat | Adversaire Résultat | Rang |
| -------------- | --------------------- | --------------------- | --------------------- | --------------------- | --------------------- | --------------------- | ------------------- | ------------------- | ---- |
| Btissam Sadini | Moins de 61 kg femmes | Preković Défaite 1-3  | Serogina Nul 1-1      | Farouk Défaite 0-5    | Grande Défaite 1-3    | 5e                    | Éliminée            | Éliminée            | 9e   |

### Lutte
| Athlète          | Compétition | Huitièmes de finale         | Quarts de finale    | Demi-finales        | Repêchage                  | Finale 3e place Classement | Finale 3e place Classement |
| Athlète          | Compétition | Adversaire Résultat         | Adversaire Résultat | Adversaire Résultat | Adversaire Résultat        | Adversaire Résultat        | Rang                       |
| ---------------- | ----------- | --------------------------- | ------------------- | ------------------- | -------------------------- | -------------------------- | -------------------------- |
| Zied Ait Ouagram | 77 kg       | Lőrincz Défaite par forfait | Non disputé         | Non disputé         | Yabiku Défaite par forfait | Éliminé                    | Éliminé                    |

### Natation
| Athlète       | Épreuve                   | Séries       | Séries | Demi-finales | Demi-finales | Finale   | Finale   |
| Athlète       | Épreuve                   | Temps        | Rang   | Temps        | Rang         | Temps    | Rang     |
| ------------- | ------------------------- | ------------ | ------ | ------------ | ------------ | -------- | -------- |
| Samy Boutouil | 100 m nage libre mascluin | 50 s 37      | 43e    | Éliminé      | Éliminé      | Éliminé  | Éliminé  |
| Lina Khiyara  | 200 m nage libre féminin  | 2 min 8 s 80 | 28e    | Éliminée     | Éliminée     | Éliminée | Éliminée |

### Surf
| Athlète        | Compétition | Round 1  | Round 1 | Round 2  | Round 2 | Round 3                             | Quart de finale | Demi-finale | Finale / 3e place | Finale / 3e place |
| Athlète        | Compétition | Résultat | Rang    | Résultat | Rang    | Résultat                            | Résultat        | Résultat    | Résultat          | Classement        |
| -------------- | ----------- | -------- | ------- | -------- | ------- | ----------------------------------- | --------------- | ----------- | ----------------- | ----------------- |
| Ramzi Boukhiam | Hommes      | 10,23    | 2e      | Exempté  | Exempté | Ramzi Boukhiam Défaite 9,40 - 12,43 | Éliminé         | Éliminé     | Éliminé           | Éliminé           |

### Taekwondo
| Athlète            | Compétition   | Huitièmes de finale  | Quarts de finale           | Demi-finales        | Repêchage              | Finale / MB         | Finale / MB |
| Athlète            | Compétition   | Adversaire Résultat  | Adversaire Résultat        | Adversaire Résultat | Adversaire Résultat    | Adversaire Résultat | Rang        |
| ------------------ | ------------- | -------------------- | -------------------------- | ------------------- | ---------------------- | ------------------- | ----------- |
| Achraf Mahboubi    | -80 kg hommes | Cissé Victoire 21-11 | Al-Sharabaty Défaite 15-17 | Non qualifié        | Ordemann Défaite 10-25 | Éliminé             | Éliminé     |
| Oumaima El-Bouchti | -49 kg femmes | Sim Défaite 10-19    | Éliminée                   | Éliminée            | Éliminée               | Éliminée            | Éliminée    |
| Nada Laaraj        | -57 kg femmes | Zolotic Défaite 4-11 | Non qualifiée              | Non qualifiée       | İlgün Défaite 0-6      | Éliminée            | Éliminée    |

### Tir
| Athlète          | Compétition   | Qualification | Qualification | Finale   | Finale   |
| Athlète          | Compétition   | Points        | Rang          | Points   | Rang     |
| ---------------- | ------------- | ------------- | ------------- | -------- | -------- |
| Ibtissam Marirhi | Skeet femmes, | 117           | 16e           | Éliminée | Éliminée |

### Triathlon
| Athlètes      | Compétition | Natation (1,5 km) | Transition 1 | Vélo (40 km) | Transition 2 | Course (10 km) | Temps           | Résultat |
| ------------- | ----------- | ----------------- | ------------ | ------------ | ------------ | -------------- | --------------- | -------- |
| Mehdi Essadiq | Hommes      | 17 min 58 s       | 48 s         | 58 min 13 s  | 40 s         | 35 min 46 s    | 1 h 53 min 25 s | 45e      |